# (5177) Hugowolf
(5177) Hugowolf (1989 AY6) – planetoida z pasa głównego asteroid okrążająca Słońce w ciągu 3,58 lat w średniej odległości 2,34 j.a. Odkryta 10 stycznia 1989 roku.